# Herat
Herat o Herāt (in persiano هرات‎) è una città dell'Afghanistan occidentale, capoluogo dell'omonima provincia e dell'omonimo distretto. Con circa 592 092 abitanti nel 2021, in maggioranza persiani, è la terza città del paese per popolazione.
Situata al centro della fertile valle del fiume Hari Rud, a sud dell'Hindu Kush, nel corso della sua lunga storia è stata al centro delle tradizionali vie commerciali tra Europa, Medio Oriente ed Asia e le vie di collegamento con la Russia, l'India e l'Iran, oltre che con le città di Kabul e Kandahar, la rendono strategicamente importante sia da un punto di vista economico-commerciale che militare.
Citata nell'Avestā e tra i tributari dell'Impero achemenide la città fu ricostruita sotto il nome di Alessandria Ariana per sostituire la città di Artacoana come capitale della regione fino alla conquista da parte dei musulmani nel 652 e poi dei Mongoli nel 1222, che la distrussero prima sotto Gengis Khan e poi sotto Tamerlano. Nell'Impero timuride Herat rinacque come capitale e divenne un importante centro per le arti e le scienze fino all'inizio del XVI secolo, quando passò nelle mani dei Safavidi. Fu conquistata dagli afghani nel 1717 anche se i persiani tentarono due volte invano di riprenderne il possesso nella prima metà del XIX secolo.
Gran parte della popolazione è di religione musulmana sunnita sebbene siano presenti una colonia commerciale indù e numerosi gruppi ebrei. La città è circondata da una cinta muraria di origini molto antiche, restaurata tra il 1884 e il 1887 e tra il 1903 e il 1904, ed è dominata da una cittadella, il cui nucleo originario risalirebbe alla conquista di Alessandro Magno.

## Storia

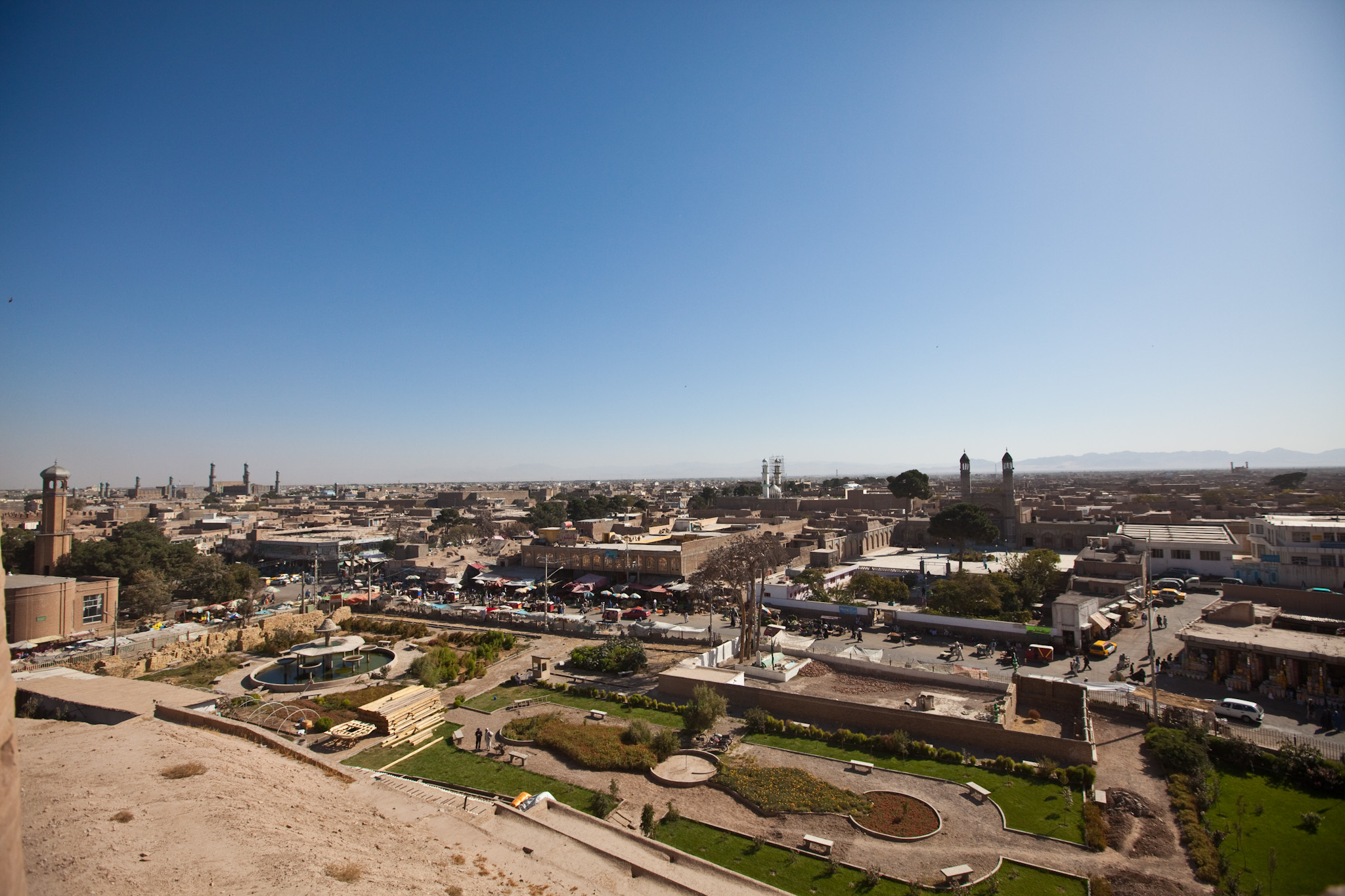
Herat nel 2009

Herāt prende il suo nome dal principale fiume della regione, lo Hari Rud, e i suoi abitanti figurano tra i popoli tributari dell'Impero achemenide. Nel 330 a.C. Alessandro Magno fondò sul luogo dell'insediamento Alessandria d'Aria e vi costruì la cittadella; la provincia divenne quindi parte dell'impero seleucide, fino alla conquista partica nel 167 a.C.
Sotto i Sasanidi la città figurava tra i dodici capoluoghi dell'impero. Intorno al 430 a Herāt era presente una comunità di cristiani con un vescovo nestoriano. Negli ultimi due secoli del dominio sasanide la città assunse un'importanza strategica a causa delle continue guerre tra la Persia e i popoli nomadi dell'Asia centrale. Fu dopo la conquista araba comunque che Herāt conobbe il suo periodo migliore.
Divenuta parte del califfato fino all'809, passò poi sotto il dominio dei Tahiridi, dei Saffaridi e dei Ghaznavidi, fino a divenire parte dell'impero corasmio (Khwārezmshāh) nel XII secolo. In questo periodo Herāt divenne un importante centro per la produzione di oggetti in metallo, specialmente in bronzo, spesso decorati con preziosi inserti di metalli pregiati.
Caduta sotto il dominio dei mongoli, la città fu distrutta due volte, prima da Gengis Khan e poi da Tamerlano. Fu comunque ricostruita da suo figlio Shāh Rukh e assunse grande importanza durante il periodo timuride. Alla fine del XV secolo fu costruito il grandioso insieme degli edifici della muṣallā (con diversi minareti) durante il regno di Gawhars̲h̲ād bt G̲h̲iyāt̲h̲ al-dīn Tark̲h̲ān, il cui complesso funerario rappresenta uno dei grandi monumenti dell'architettura timuride.
 
In questo periodo iniziò la produzione di splendidi e rinomati tappeti che proseguì fino all'inizio del XVIII secolo, caratterizzati da decorazioni floreali impreziosite da figure animali.
Dopo la conquista da parte di Shah Isma'il I, nel XVI secolo Herāt entrò a far parte dei domini safavidi. Nel 1750 fu presa da Ahmad Shah Durrani e divenne parte dell'impero afghano. Durante il XIX secolo la città fu contesa da Afghani e Iraniani, aizzati da russi e britannici che svolgevano il loro Grande Gioco, finché Dost Mohammad Khan la pose definitivamente entro i confini afghani. È a questo periodo che risale la distruzione del complesso della muṣallā da parte dei Britannici, che volevano una linea di tiro pulita per la loro artiglieria nel caso di un'invasione russa (che non avvenne mai).
Dopo la guerra civile afghana (1928-1929), Herat fu l’ultima roccaforte della resistenza saqqawista, resistendo fino al 1931, quando fu riconquistata dalle forze fedeli a Mohammad Nadir Shah.

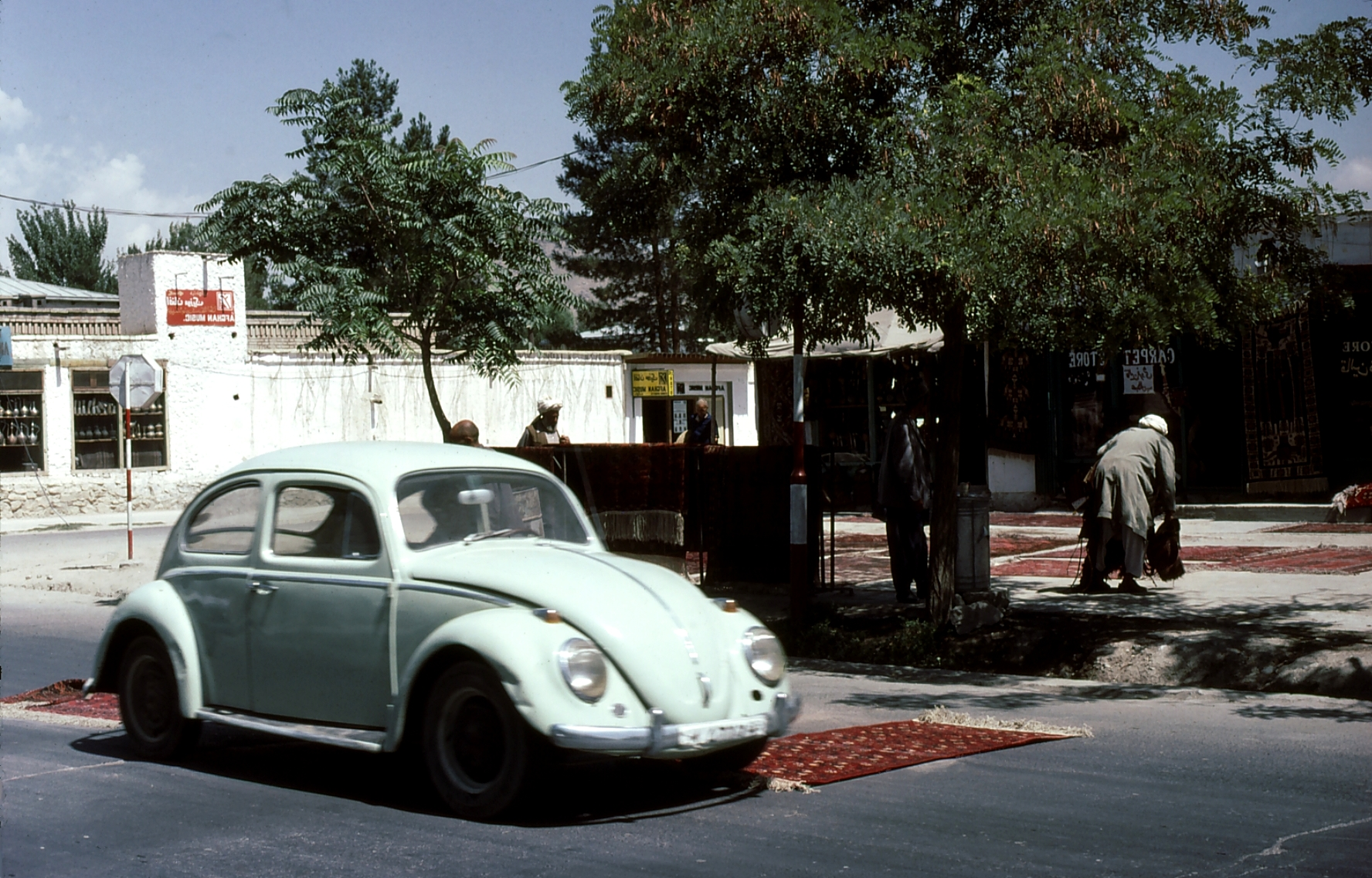
Herat nel 1977

Negli anni '60, ingegneri degli Stati Uniti costruirono l'aeroporto di Herat, che fu utilizzato dalle forze sovietiche durante la Repubblica Democratica dell'Afghanistan negli anni '80. Anche prima dell'invasione sovietica alla fine del 1979, c'era una presenza sostanziale di consiglieri sovietici in città con le loro famiglie.
Tra il 10 e il 20 marzo 1979, l'esercito afghano di Herāt sotto il controllo del comandante Ismail Khan si ammutinò. Migliaia di manifestanti scesero in piazza contro l'oppressione del regime comunista di Khalq guidato da Nur Mohammad Taraki. I nuovi ribelli guidati da Khan riuscirono a cacciare i comunisti e a prendere il controllo della città per 3 giorni, con alcuni manifestanti che assassinarono alcuni consiglieri sovietici. Ciò sconvolse il governo, che accusò la nuova amministrazione dell'Iran dopo la rivoluzione iraniana di aver influenzato la rivolta. Seguirono rappresaglie da parte del governo e tra 3.000 e 24.000 persone (secondo diverse fonti) furono uccise, in quella che viene chiamata la rivolta di Herat del 1979, o in persiano come Qiam-e Herat. La città stessa fu riconquistata con carri armati e truppe aviotrasportate, ma al costo di migliaia di civili uccisi. Questo massacro fu il primo del suo genere dopo la terza guerra anglo-afghana del 1919, e fu l’evento più sanguinoso prima della guerra sovietico-afghana.
Herat subì danni durante la guerra sovietico-afghana negli anni '80, in particolare il suo lato occidentale. La provincia nel suo complesso fu una delle più colpite. Nell'aprile 1983, una serie di bombardamenti sovietici danneggiò metà della città e uccise circa 3.000 civili, descritti come "estremamente pesanti, brutali e prolungati". Ismail Khan fu il principale comandante mujaheddin di Herāt che combatté contro il governo sostenuto dai sovietici.
Dopo il crollo del governo comunista nel 1992, Khan si unì al nuovo governo e divenne governatore della provincia di Herat. La città era relativamente sicura e si stava riprendendo e ricostruendo dai danni causati nella guerra sovietico-afghana. Tuttavia, il 5 settembre 1995, la città fu catturata dai talebani senza molta resistenza, costringendo Khan a fuggire. Herat divenne la prima città di lingua persiana ad essere catturata dai talebani. La rigida applicazione da parte dei talebani delle leggi che confinavano le donne in casa e chiudevano le scuole femminili alienò gli abitanti di Herat, tradizionalmente più liberali e istruiti, come i Kabul, rispetto alle altre popolazioni urbane del paese. Nel dicembre 1996 si verificarono due giorni di proteste anti-talebane che furono violentemente disperse e portarono all'imposizione di un coprifuoco. Nel maggio 1999, una ribellione a Herat fu repressa dai talebani, che incolparono l'Iran di averla causata.

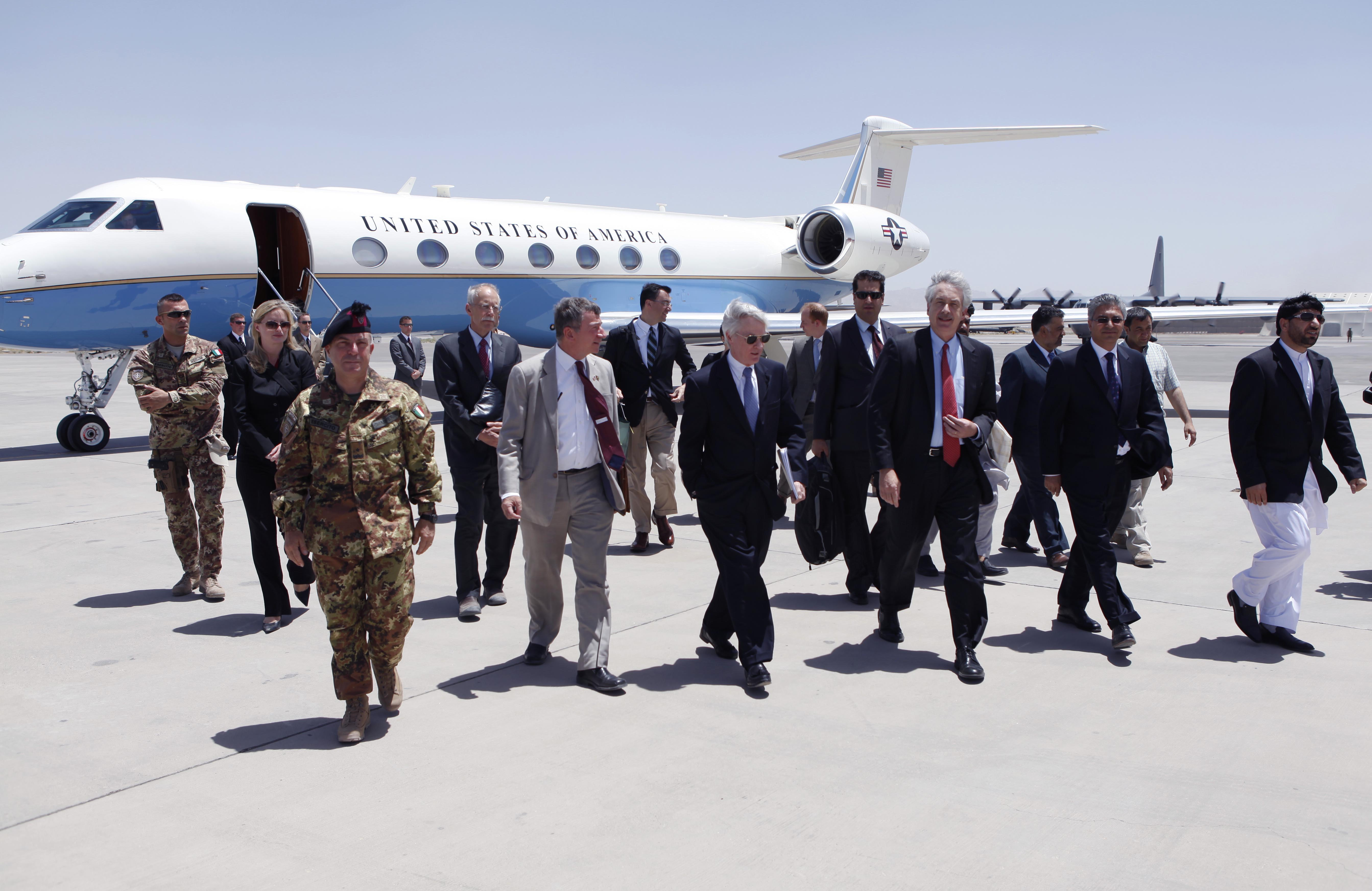
Funzionari della NATO e afghani all'aeroporto internazionale di Herat nel 2012

Dopo l'invasione statunitense dell'Afghanistan, il 12 novembre 2001, fu catturata dai talebani dalle forze fedeli all'Alleanza del nord e Ismail Khan tornò al potere. Si dice che lo stato della città fosse molto migliore di quello di Kabul. Nel 2004, Mirwais Sadiq, ministro dell'aviazione dell'Afghanistan e figlio di Ismail Khan, fu teso un'imboscata e ucciso a Herāt da un gruppo rivale locale. Oltre 200 persone furono arrestate con l'accusa di coinvolgimento.
Nel 2005, la Forza internazionale di assistenza alla sicurezza ha iniziato a stabilire basi nella città e nei suoi dintorni. La sua missione principale era quella di addestrare le Forze di sicurezza nazionali afghane e aiutare nel processo di ricostruzione del paese. Il Comando regionale occidentale, guidato dall'Italia, ha assistito il 207º Corpo dell'Esercito nazionale afghano. Herat è stata una delle prime sette aree a trasferire la responsabilità della sicurezza dalla NATO all'Afghanistan. Nel luglio 2011, le forze di sicurezza afghane hanno assunto la responsabilità della sicurezza dalla NATO.
Grazie alle loro strette relazioni, l'Iran ha iniziato a investire nello sviluppo dei settori energetico, economico ed educativo di Herat. Nel frattempo, gli Stati Uniti hanno costruito un consolato a Herat per contribuire a rafforzare ulteriormente le sue relazioni con l'Afghanistan. Oltre ai soliti servizi, il consolato collabora con i funzionari locali su progetti di sviluppo e su questioni di sicurezza nella regione.
Il 12 agosto 2021, la città è stata catturata dai talebani durante l'offensiva talebana del 2021.

## Le descrizioni di Byron
Lo scrittore inglese Robert Byron tra il 1933 e il '34 intraprese un lungo viaggio tra l'Iran e l'Afghanistan visitando diverse località e descrivendone le condizioni di vita ma soprattutto in merito alle architetture. Questo diario di viaggio si chiama La via per l'Oxiana. Di Herat lascia parecchie descrizioni legate ai numerosi monumenti. 

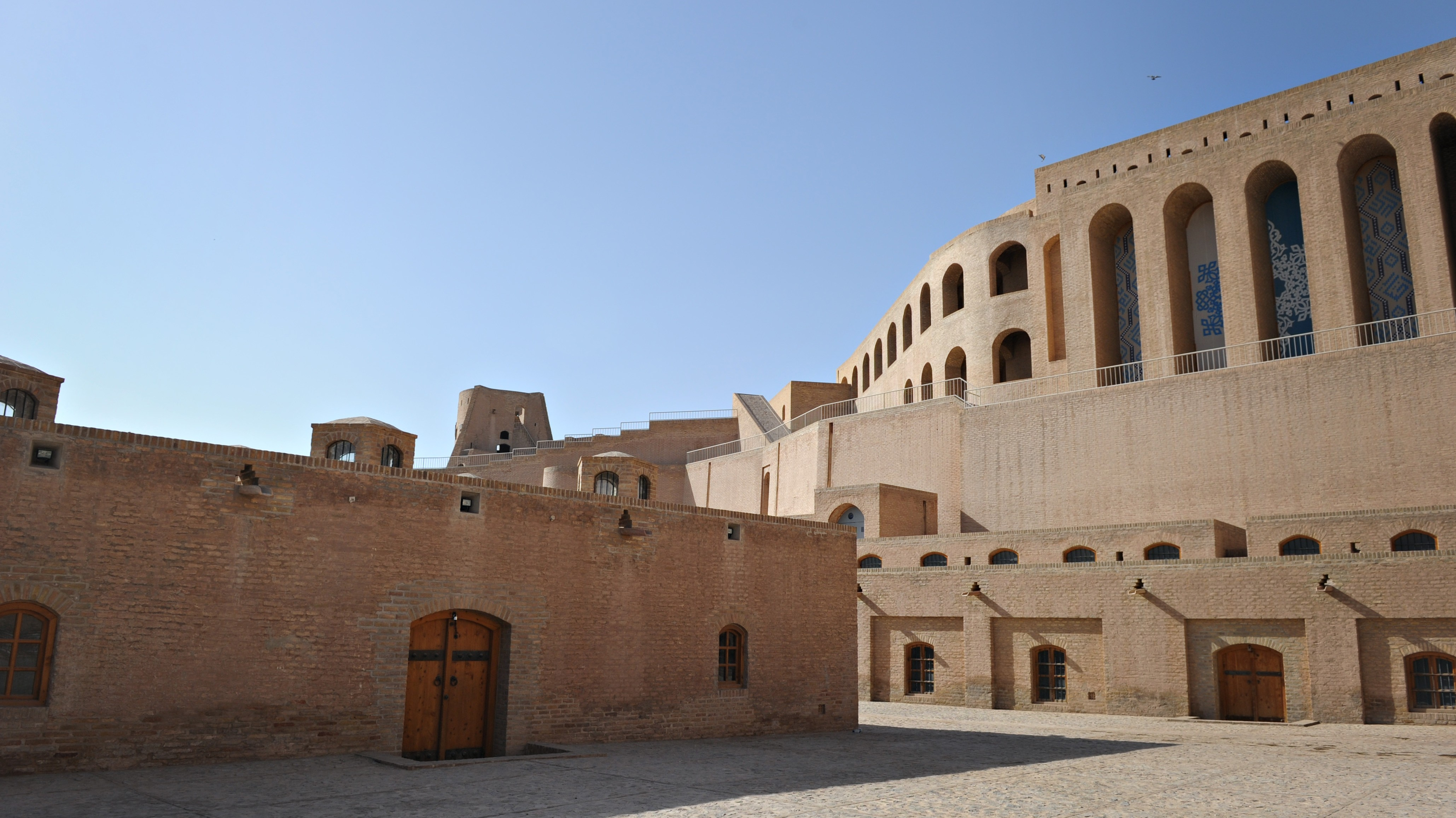
La cittadella di Herat

Riguardo alla cittadella fortificata scrive:

## Popolazione
La popolazione di Herat contava circa 592.902 abitanti nel 2021. La città ospita una società multietnica e i parlanti di lingua persiana sono la maggioranza. Non ci sono dati attuali sulla precisa composizione etnica della popolazione della città, ma secondo una mappa del 2003 trovata nel National Geographic Magazine, i popoli tagiki e persiani di lingua persiana costituiscono la maggioranza della città, comprendendo circa l'85% della popolazione. La popolazione rimanente comprende pashtun (10%), hazara (2%), uzbeki (2%) e turkmeni (1%).
Il persiano è la lingua nativa di Herat e il dialetto locale, noto ai nativi come Herātī, appartiene al cluster Khorāsānī all'interno del persiano. È affine ai dialetti persiani dell'Iran orientale, in particolare quelli di Mashhad e della provincia di Khorasan, che confina con Herat. Questo dialetto persiano funge da lingua franca della città. La seconda lingua compresa da molti è il pashtu, che è la lingua nativa dei pashtun. Il dialetto pashtu locale parlato a Herat è una variante del pashtu occidentale, parlato anche a Kandahar e nell'Afghanistan meridionale e occidentale. Religiosamente, l'Islam sunnita è praticato dalla maggioranza, mentre gli sciiti costituiscono la minoranza.
La città ha un'alta densità residenziale concentrata attorno al nucleo della città. Tuttavia, i terreni inutilizzati rappresentano una percentuale maggiore della città (21%) rispetto all'uso residenziale del suolo (18%) e l'agricoltura è la percentuale più grande dell'uso totale del suolo (36%).

## Monumenti
- Cittadella di Herat
- Grande moschea di Herat
- Gazar Gah
- Takht-e Safar
- Complesso Musalla

## Galleria d'immagini

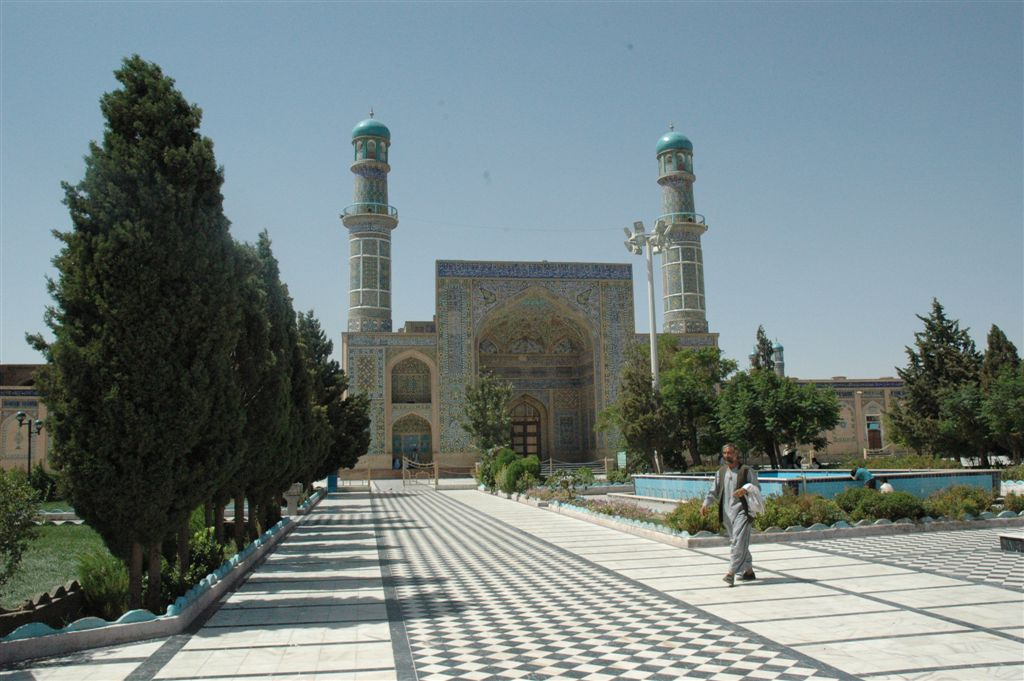
La Moschea del Venerdì di Herat
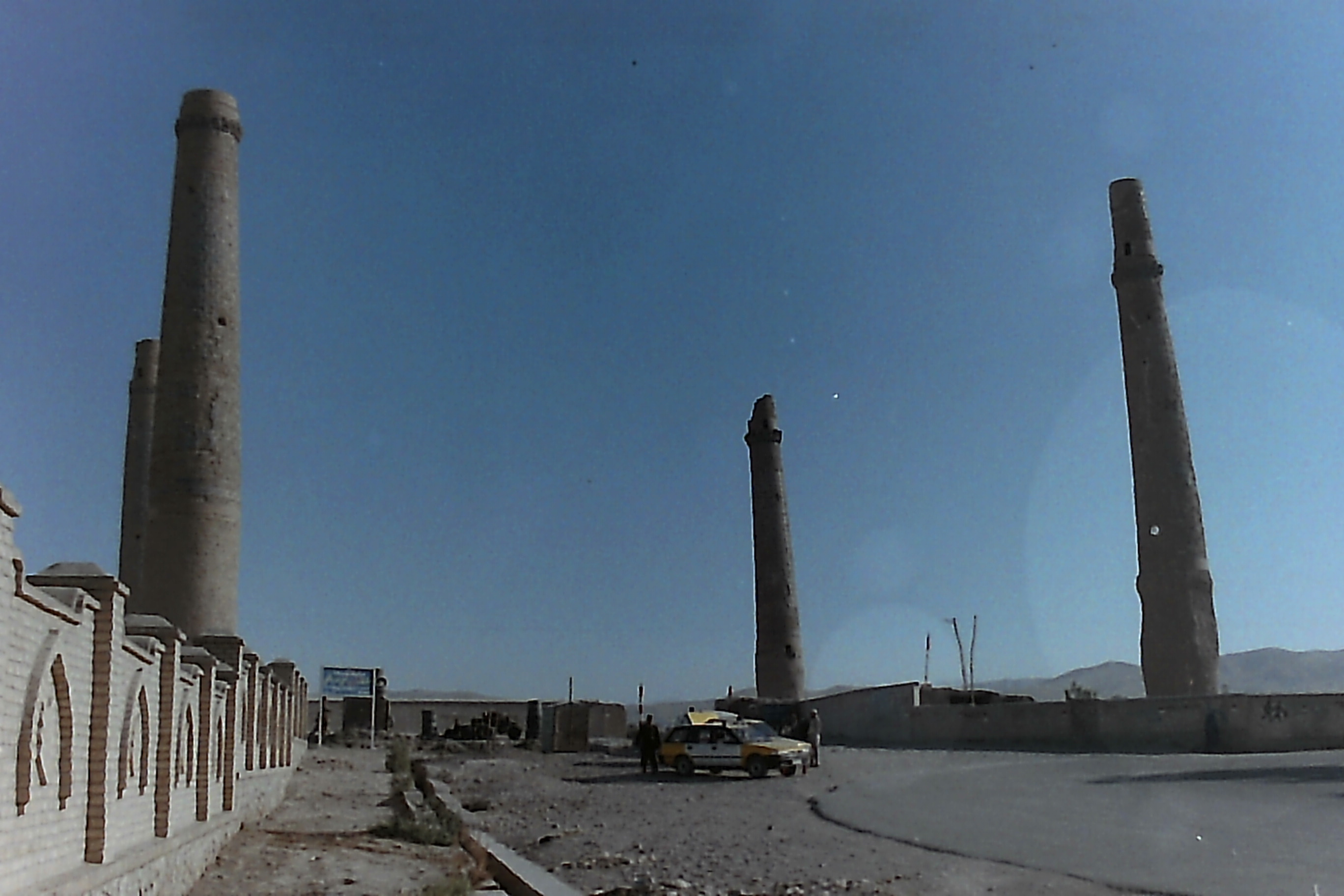
I minareti che restano del Complesso Musalla
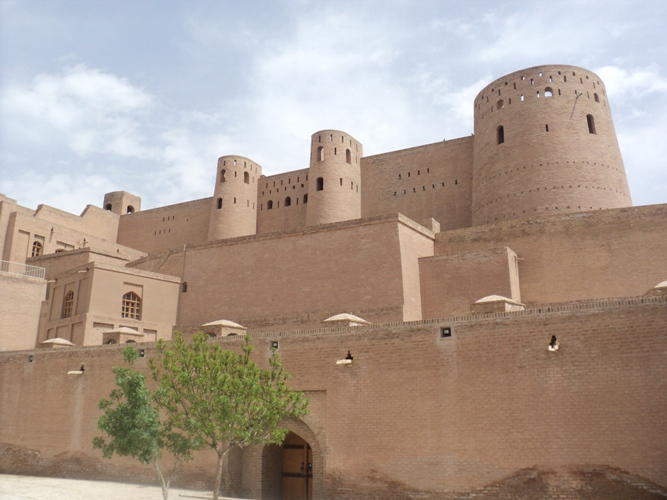
Cittadella di Herat
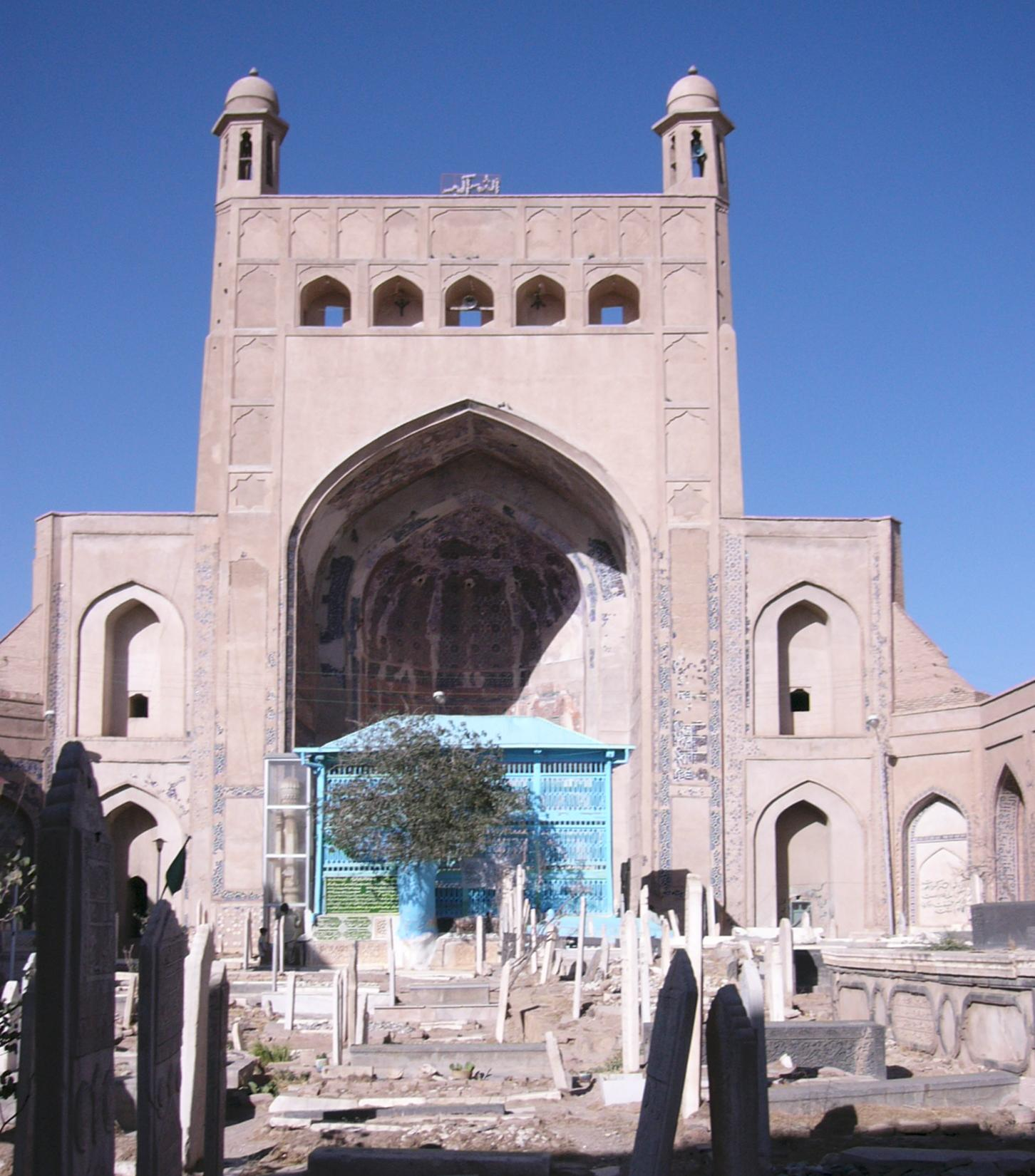
Gazar Gah
Città vecchia

## Citazioni letterarie
Ad Herat si svolgono parte delle vicende narrate dallo scrittore ed educatore italiano Fabio Geda nel racconto, ispirato al viaggio attraverso il Pakistan e l'Iran, del ragazzo afgano Enaiatollah Akbari, Nel mare ci sono i coccodrilli, successo editoriale del 2010.
La città viene citata come "Il posto più vicino al confine tra l'Afghanistan e l'Iran" (Milano, Baldini Catoldi Dalai Editore, 2010, p. 71).